# William Whiting (Politiker, 1841)

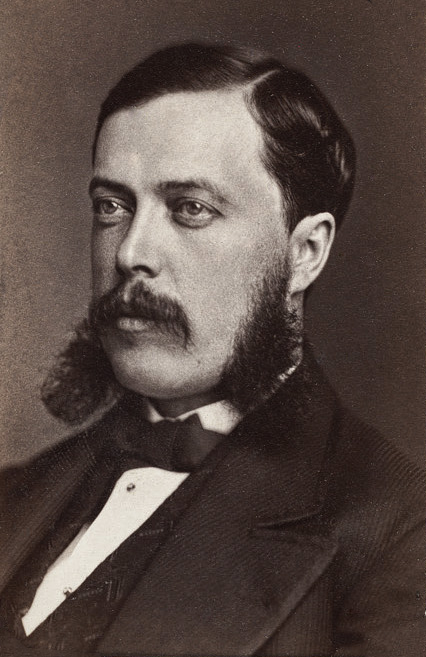
William Whiting, um 1873

William Whiting (* 24. Mai 1841 in Dudley, Worcester County, Massachusetts; † 9. Januar 1911 in Holyoke, Massachusetts) war ein US-amerikanischer Politiker. Zwischen 1883 und 1889 vertrat er den Bundesstaat Massachusetts im US-Repräsentantenhaus.

## Werdegang
William Whiting besuchte die öffentlichen Schulen seiner Heimat und studierte danach am Amherst College. Danach arbeitete er ab 1865 in Holyoke in der Papierherstellung. Gleichzeitig schlug er als Mitglied der Republikanischen Partei eine politische Laufbahn ein. 1873 saß er im Senat von Massachusetts; von 1876 bis 1877 war er Kämmerer der Gemeinde Holyoke. Danach amtierte er dort von 1878 bis 1879 auch als Bürgermeister. In den Jahren 1876 und 1896 war er Delegierter zu den jeweiligen Republican National Conventions, auf denen Rutherford B. Hayes und später William McKinley als Präsidentschaftskandidaten nominiert wurden.
Bei den Kongresswahlen des Jahres 1882 wurde Whiting im elften Wahlbezirk von Massachusetts in das US-Repräsentantenhaus in Washington, D.C. gewählt, wo er am 4. März 1883 die Nachfolge von George D. Robinson antrat. Nach zwei Wiederwahlen konnte er bis zum 3. März 1889 drei Legislaturperioden im Kongress absolvieren. Im Jahr 1888 verzichtete er auf eine erneute Kongresskandidatur. Nach dem Ende seiner Zeit im US-Repräsentantenhaus arbeitete William Whiting wieder in der Papierherstellung. Im Jahr 1900 war er Staatsbeauftragter auf der Weltausstellung in Paris. Er starb am 9. Januar 1911 in Holyoke, wo er auch beigesetzt wurde. Sein Sohn William (1864–1936) war US-Handelsminister im Kabinett Coolidge.